# Noi no (Noi, mai più)
Noi no (Noi, mai più) è un extended play pubblicato da Claudio Baglioni nel 1998 in esclusiva per i membri del CLAB.

## Tracce
1. Koiné - 6:05
2. Noi no (Noi, mai più) - 7:27
3. In viaggio -  3:56
4. Canto - 3:59

## Descrizione dei brani
- Koiné - È stata cantata per la prima in pubblico in occasione del World Food Day Concert di Roma nel 1996.[2][3] Il titolo della canzone è una parola greca che significa "comune" ed è un riferimento all'antico dialetto greco Koinè. Il brano è cantato in quattro lingue diverse (italiano, inglese, spagnolo e francese) e parla appunto della ricerca di un linguaggio comune a tutta l'umanità.
- Noi no (Noi, mai più) - È un rifacimento della canzone Noi no presente nell'album Oltre del 1990, con un arrangiamento leggermente diverso e l'aggiunta di nuovi versi e strofe. Il videoclip della canzone era stato registrato nel 1996.[4]
- In viaggio - È un riarrangiamento dell'omonima canzone scritta per il film televisivo Rai Ipotesi sulla scomparsa di un fisico atomico del 1972.
- Canto - Una canzone in lingua inglese e italiana dedicata all'amore, riarrangiamento dell'omonimo brano nell'album E tu....